# Zena el Khalil
Zena el Khalil (ur. 1976 w Londynie) – libańska artystka, pisarka i aktywistka.
Urodziła się w Londynie w rodzinie pochodzenia libańskiego. Spędziła dzieciństwo w Nigerii, a następnie poszła do szkoły w Wielkiej Brytanii. Potem przeniosła się do Bejrutu, gdzie rozpoczęła studia na Uniwersytecie Amerykańskim. Zajmuje się głównie performance'em, instalacją, malarstwem, kolażem. Jest również autorką książki Beirut, I love you (Bejrucie, kocham cię) opublikowanej przez Saqi Books.